# Сілья Канерва
Сілья Канерва  (фін. Silja Kanerva, 28 січня 1985) — фінська яхтсменка, олімпійка.

## Виступи на Олімпіадах
| Олімпіада   | Дисципліна       | Місце |
| ----------- | ---------------- | ----- |
| Лондон 2012 | клас Елліотт 6 м | 3     |